# 税所敦子
税所 敦子（さいしょ あつこ、1825年4月23日〈文政8年3月6日〉 - 1900年〈明治33年〉2月4日）は、日本の歌人、女官。幼少時より短歌の才能に優れ、「明治の紫式部」と呼ばれた。後年は宮中に勤め、明治天皇と皇后の寵愛を受けた。また夫の実家での生活や宮中での貞女としての振る舞いや、宮中に仕えるまでの波乱万丈な生涯でも知られている。京都鴨川東錦織村（後の京都府京都市上京区岡崎町）出身。歌集に『御垣の下草』『御垣の下草拾遺』がある。

## 経歴
京都の良家の武士である林篤国の長女として誕生した。幼少時より、心優しい上に頭が良く、父の篤国から寵愛された。敦子が6歳のとき、篤国が師である青年僧の福田行誡、歌人の八田知紀や香川景樹らを招き、歌会を開いた。行誡が余興のつもりで敦子に「そなたも歌を詠んでみよ」と勧めると、敦子は臆すことなく歌を詠んだ。
居合わせた一同は「6歳にして歌の才能がある」と、一斉に称賛した。篤国は敦子に才能を感じて、毎朝神仏に礼拝した後、幼い敦子の頭を撫でながら「女ながらも、名を残せ」と励ました。
篤国は師の福田行誡に、敦子の訓導を願った。敦子は行誡のもとで『四書五経』『万葉集』『源氏物語』などを学んだ。また行誡は敦子の才能を伸ばすために、寺で催される歌会に敦子を連れて行き、大田垣蓮月や高畠式部といった歌人たちに敦子を紹介した。敦子の才能は、こうした行誡の訓導や歌人たちとの交流によって育まれていった。
1835年（天保6年）のある日、敦子が近所の子供たちと遊びに出掛けた後、子供たちと別れ、夜になっても帰宅しなかった。両親は狂ったように敦子を捜し回った。嵯峨野にまで足を伸ばし、もしやと虚空蔵菩薩の祠を覗くと、敦子が1人で鎮座していた。両親が安堵して敦子を連れ戻そうとすると、敦子は「私は歌の名人になりたいのです。虚空蔵様に願いをたてれば、叶うと聞きます。ここに一晩こもることをお許しください」と言った。虚空蔵菩薩は知恵と学問の仏である。仕方なく両親は門前の茶屋に敦子を託し、帰宅した。
歌人の千種有功がこの話を耳にして、敦子に和歌や学問を教えることを申し出た。敦子は大変喜んで早速、千種のもとへ通った。千種は香川景樹の高弟であり、香川の門下には先述の八田知紀、薩摩藩士の税所篤之らがいた。敦子は千種家の歌会で彼らと知り合い、才能を伸ばしていった。税所篤之は松村景文から絵を学んでおり、敦子は後に税所篤之から絵を、八田から歌を習った。

### 結婚
やがて敦子は篤之と恋仲となり、1844年（弘化元年）、16歳年上の篤之のもとに嫁いだ。敦子が篤之の描く絵に感動し、「こんな絵を描くことのできる人と結婚したい」と言ったともいわれる。篤之は郷里の薩摩藩（鹿児島県）で結婚し、2人の娘をもうけたが、諸事情で離婚し、薩摩の母に娘たちを託して上京しており、敦子は後妻であった。
篤之は男尊女卑の風習の中で育った身であり、敦子の才能を認めながらも、無理な小言を言い、暴力も振るった。遊廓への出入りも多かった。敦子は理不尽な境遇に耐え、従順に使えた。友人が心配して敦子に問うと「夫が心を尽くして教えるのに、私が学びえないから、夫が憤る」「私が至らないから、夫が他に心を移す」「今は夫が『不憫な奴』と思い返してくれる日が来ることを祈っている」と言い、その優しさで友人を涙させた。やがて敦子の祈りは通じ、篤之の素行はおさまり、周囲が羨むほど仲睦まじい夫婦となった。1849年（嘉永2年）には女児の徳子が生まれた。
この時期の敦子は、夫の博学の影響によって文才がさらに開花し、その芸術性が高まっていた。徳子の出産の喜びを詠った歌には、親としての細やかな情愛と喜びが詠み込まれている。
しかし篤之は風邪をこじらせ、肺結核に冒された。敦子は献身的に看護しつつ神仏にもすがったが、1852年（嘉永5年）4月29日、篤之は44歳で死去した。敦子は生涯の独身を誓い、黒髪を切って夫の柩に納め、歌を添えて、紅葉の名所である東福寺に葬った。
夫に先立たれた敦子は、現世の儚さをしみじみと感じて、孤独と不安から、夫の姿を目の浮かべつつ、夫への思案を歌に詠んでいた。
このとき敦子は身籠っており、同年秋の10月28日に長男を出産した。しかし敦子が悲嘆で体を害していたこともあり、長男は約10日で早世した。敦子は亡き長男を夫の墓に葬り、歌を添えた。
さらに同年11月には、徳子が疱瘡を患った。敦子は亡き夫への慕情から、衰弱が癒えない身で、必死に徳子を看護した。その甲斐あって、徳子は12月には回復した。当時の敦子の歌には、以前と比べて変わってしまった身の上の嘆きが詠まれている。

### 薩摩での生活
翌1853年（嘉永6年）に敦子は、篤之の郷里の薩摩へ行き、姑に仕えて子供らを育てる決心をした。良家の武士の家に生まれ、厳格な躾のもとに育った敦子は、姑に仕えるのは妻として当然の勤めと考えていた。実家の林家の両親はすでに死去していたが、親戚や友人たちは「薩摩は土地が辺鄙であり、土地の者たちも頑固で、よそ者を受け入れない」と、揃って反対した。敦子は皆の助言に感謝しながらも、同年4月、以下の歌を残して京を発った。
娘の徳子が船を嫌ったため、旅は陸路を行き、40日を要した。その道中、敦子は紀行の歌文『心づくし』を綴った。道中で詠った歌には、知る人もいない旅の寂しさ、心細さが詠まれている。
同1853年6月、敦子は徳子を連れて薩摩に到着した。鷹師にある税所家では、姑と継子2人に加えて、税所篤之の弟一家も同居しており、10人を超す大家族であった。姑は、京女である敦子が薩摩へ下って来ることを不快に思い、何とか拒みたいと考えていた。
一方で敦子は長い道中、姑と継子たちのことを考え続けてきた。出迎えの税所家一同に逢った敦子は感慨のあまり、挨拶も無しに開口一番「私の継子たちはどこにいますか?」と尋ねた。姑は「おはんのよに挨拶もできん者は居いもはん。戻りやんせ」と罵った。敦子は取戻しのつかない失態を悔い、自らのはしたなさを恥じて詫びた。
姑は意地悪な性格で、近隣の住民から「鬼婆」と仇名されていたが、敦子は素直に仕えた。姑は毎晩酒をたしなみ、そのつど多くの水を飲むために、深夜から早朝にかけて必ず便所に起きた。敦子は姑が起きる前に蝋燭を灯し、障子際に立ち、姑の手を引いて便所へ案内し、柄杓の水で手を清めた。結髪や食事の世話も行なった。敦子自身が体調のすぐれない日も、これらを欠かすことは無かった。あるとき姑は、自分の帯留めが無いと言って「お前がしまったんだろう」と敦子を責めた。敦子は姑が自分でしまったのを知っていたが、優しさから敢えてそれを指摘せず、その帯留めを持参して「私がしまい忘れていました」と言った。
敦子の貞節ぶりには近隣の人々が舌を巻くほどだったが、姑にはなかなか通じなかった。敦子は、辛いときには人知れず涙を拭い、仏の心にすがり、我が身の至らなさを省みて歌を詠んだ。
あるときに姑は「あんたは歌ができるそうな。これに上（かみ）を付けてごらん」と言って、「鬼ばばなりと人はいうらん」と詠んだ。これに対して敦子は「仏にも似たる心と知らずして」と返した。
さすがに姑も、自分を指して「仏に近い」とまで詠んだこの歌には心が折れて、涙ぐんだ。以降、姑は敦子を可愛がり、何事も敦子でなければならないようになった。
また、敦子は血の繋がりが無いにもかかわらず、継子2人を我が子同然に可愛がった。自分の服、髪飾り、日用品などをすべて、継子たちに分け与えた。姑が驚いて「お前さあもまだ若いから、晴れ着も要りもそ」「徳子のためにも取っておいた方がよろしゅうが」と窘めたが、敦子は「夫と死に別れた私に、派手な着物は要りません。徳子も成長するまでには色が褪せましょう」と返した。
敦子は子供たちに、勉強も教えた。土地柄、女に学問は不要との風習があったため、世間に漏れないよう、勉強の時間は夜間を選んだ。同時に躾も行なった。食べこぼしや食べ残しの飯粒は、湯をかけて洗い流し、自ら食した。鼻水やごみが付いた物、捨てられた野菜でも構うことはなかった。自らの実践により物の大切さを教えることが、敦子の信条であった。人々はこの行為に感嘆し、「税所さんとこの嫁どんは阿竹如来の生まれ変わりかもしれん」と噂した。約2年後には、敦子は税所家に欠かせない嫁となった。
敦子の有望さは城下でも評判になり、和歌や文章を習いたいとの人々が税所家を訪れた。薩摩の歌人である高崎正風も、その1人であった。高崎はかつて流刑された経験を持つため、その間の歳月を取り戻すように学問に励んでおり、敦子に『古今和歌集』の講義や歌の添削を頼んだり、京都の事情を尋ね、敦子は知っている限りの文学の道を指導した。高崎が京都に上った際には、敦子は彼を羨み、男子でない自分の身を嘆く歌を詠んだ。

### 島津氏に仕える
10人以上もの大家族である税所家は家計が苦しく、敦子は生計のために、島津藩士の婦女子に習字や和歌を指導した。城中の腰元たちには、薙刀の手解きもした。このことで敦子は、さらに評判を呼んだ。

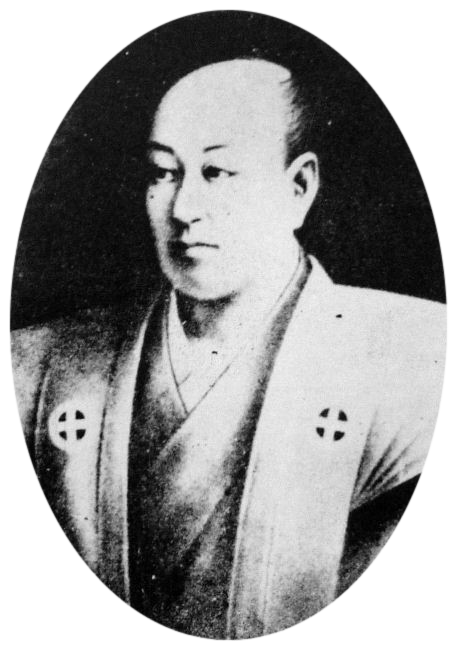
島津斉彬

当時の薩摩藩主である島津斉彬は敦子の才徳を見込み、六男の哲丸の守役を命じた。斉彬は西郷隆盛を見出したように、身分に拘らず人材を登用する人物であった。敦子はありがたがりながらも、藩内には良い家柄の立派な女性が多かったため、控えめで慎み深い性格から「その任は重すぎます」と慎んで辞退した。しかし再三にわたる斉彬の申し出の末、役を引き受けた。
1857年（安政4年）、敦子は名を「喜代」（後に『春野』）と改め、哲丸に仕えた。斉彬も「立派な守役を得て幸せ」と言って、敦子の勤めぶりに満足していた。哲丸の初節句には、敦子は喜びの歌を詠んだ。
しかし翌1858年（安政5年）に斉彬が死去し、翌1859年（安政6年）には哲丸も病死した。敦子は、神仏にすがったにもかかわらず哲丸が死去したことをひどく悲しんで歌を詠み、その歌は人々の涙を誘った。
島津斉彬と異母弟・島津久光の対立から、斉彬親子を毒殺と疑う騒動に、敦子もまた巻き込まれた。敦子は哲丸の死の悲しみのあまり、殉死を試みた。しかし、かつて「鬼婆」であった姑から「杖とも柱とも頼むお前さあに死なれては、この婆も生きてはおいもはん」と泣きつかれた。この姑の想いや、自分が死んでは税所家の生活が苦しくなること、斉彬の小姓である谷村昌武の懇願などもあって、敦子は殉死を思い留まった。敦子は谷村宛ての手紙に、当時の苦しい心中をしたため、以下の歌を添えた。
姑は自らの言葉通り、死去のときも敦子の膝を枕とした。
1863年（文久3年）、敦子は薩摩藩主を継いだ島津斉彬の異母弟・島津久光に取り立てられた。彼の養女である貞姫が近衛忠房に嫁ぐ際に、その後見人として、京都生まれで当地の習慣をわきまえている人物として、敦子が選ばれた。敦子はすでに姑が死去したこともあって、老女として「千代瀬」と改名し、貞姫の供として10年ぶりに京に上った。娘の徳子が13歳であることが敦子の気がかりであったが、貞姫もまだ17歳であり、貞姫から「遊び相手の小間使に加えてほしい」との温情により、母娘共々の上京であった。
京では、貞姫がまだ年少であったこと、田舎育ちであったことから、敦子は貞姫に書道、和歌、『源氏物語』などの古典文学などを教えた。これにより敦子の名声は高まり、公家の姫たちも教えを受けに集まった。その1人である女性が、後の明治天皇の皇后（昭憲皇太后）になることなど、敦子は知る由も無かった。
9年後に近衛忠房が死去した後、1873年（明治6年）6月、貞姫に従って東京市麹町（後の東京都千代田区麹町）へ移住した。未亡人となった貞姫は「光蘭院」と改名し、敦子を頼りにした。敦子も夫と死別した身を、光蘭院に重ねた。敦子が幼少時より抱いていた仏教への信仰心は、この頃は特に深くなり、父の師である福田行誡について仏道の修行にも努めていた。敦子は貞姫と共に仏道や和歌の研究などに心を入れ、余生を静かに送ることを決意していた。

### 宮中への出仕
1875年（明治8年）、先述の高崎正風により、宮中への出仕を推薦された。身分の低い敦子のような人物が宮中に出仕することは、異例のことであったが。これにはかつて京で敦子に教えを受けた皇后の強い希望もあった。また、1日も欠かさず歌を詠んでいた明治天皇が「宮中に歌の相手のできる女官がおらずに皇后が困っている」として、歌の出来る人物を捜していたことや、八田知紀が天皇の和歌を添削する御歌所長を務めており、高崎正風が八田に歌を学び、八田が敦子の幼少時からの歌の才能を高崎に語っていた、などのことが背景にあった。
敦子は斉彬のとき同様、再三にわたって辞退したが、高崎の説得により出仕することとなった。これには高崎の説得との他に、かつて歌の指導をした公家の娘が現在の皇后だと知って受託したとの説もある。
宮中の女官となった敦子は「楓内侍（かえでのないし）」の源氏名で、明治天皇と皇后の歌の拝写など、文学に関する勤めを掌った。その傍ら、下級女官である女孺や命婦の歌文の指導も行なった。さらに敦子は大任のために、天皇と皇后を始め国民の安寧幸福を祈ること2時間、その後に『観世音菩薩普門品』の浄写を日課としていた。そのために敦子は多忙を極め、朝から夜までほぼ休みが無いほどだった。6月23日には、武家生まれの女性で初となる権掌侍に抜擢された。
敦子の貞女ぶりは、宮中でも変わることは無かった。毎月1日、15日、28日の3日は必ず水垢離をとり、火の物を断って、天皇と皇后の安泰を祈った。それだけに天皇と皇后は、敦子を厚く信頼し、寵愛した。敦子が時折り給仕をすると、「婆よ、この肴をわけて遣わすから、お前の皿を持って参れ」と言って食事を分け、敦子を感激させた。皇后は、かつて娘時代に教えを受けた敦子との再会を非常に喜んでいたが、女官たちの前では自身の身分を心得、その心中を決して表に現すことは無かった。皇后が華族女学校へ贈った「金剛石」の歌は、後に文部省の歌として日本全国の子供に歌われ、琴歌としても親しまれたが、実は敦子の作案だったともいう。
敦子は忠勤のみならず、勉学も怠ることは無かった。宮中ではフランス語ができなくては不便とのことから、50歳過ぎにしてフランス語の勉強に励んだ。フランス語を憶えると、英語にも取り組み、そのどちらも会話に不自由しないほどの学力を身につけていた。
そのような敦子に対し、他の女官たちからの風当たりは強かった。公家出身の女官たちに対し、敦子は武家出身の上に高齢のためであった。敦子の夫が薩摩藩士であり、薩摩の大久保利通らが都を東京に移したことの逆恨みや、「楓内侍」の源氏名が皇后からの直々のものであることも、女官たちの反感を呼んだ。しかし敦子の忠義ぶりに、他の女官たちも次第に感化され、内儀の風習も著しく改まるに至った。
1888年（明治21年）、歌集『御垣の下草』を発行した。この頃は、十善会、夫人正法会、彰前会などの仏教団体にも加入しており、物品や金銭の寄付も老後の楽しみとしていた。

### 晩年
晩年、敦子は病気でひきこもった。明治天皇は高崎正風を通じて、「老体の身、毎日の出仕は難儀であろうから、これからは随意に努めよ」と伝えた。しかし敦子は「両陛下の御尊顔を拝し奉るのが何よりの楽しみでございます。それでは生きている甲斐がございません」と泣いたので、天皇はそれを聞き「今まで通りに勤めよ」と返した。
1899年（明治32年）には、敦子はさらに体調を崩した。天皇からは「体を労わって長生きし、女官の師範として励むよう」と、御下賜金と共に、月の内の何日かを自宅で静養する許しが出た。敦子はその言葉に甘えて、東京市牛込区砂土原町の家で、静養に努めた。この家での生活は質素で、庭に何種類ものカエデの木を植えることが唯一の贅沢だった。カエデは亡き夫の篤之が好んだ木であった。敦子はカエデに彩られた庭を眺めつつ、かつて夫と共に過ごした日々を偲んで、歌を詠んだ。
宮内省の侍医であるドイツ人医師ベルツは敦子を診察し、「腸に腫瘍ができ、すでに手遅れ」と診断していた。後にいうところの胃癌であった。医師はそれを高崎正風に密かに伝えるのみで、敦子本人には真実を隠して「老齢による内臓の衰え」とのみ伝えていた。しかし敦子は死期を悟っていたらしく、翌年の歌会始を最後に隠居しようと考える一方で、生涯で詠んだ4万首の歌の中から、会心の歌を自薦して1冊の歌集とすることを考えていた。

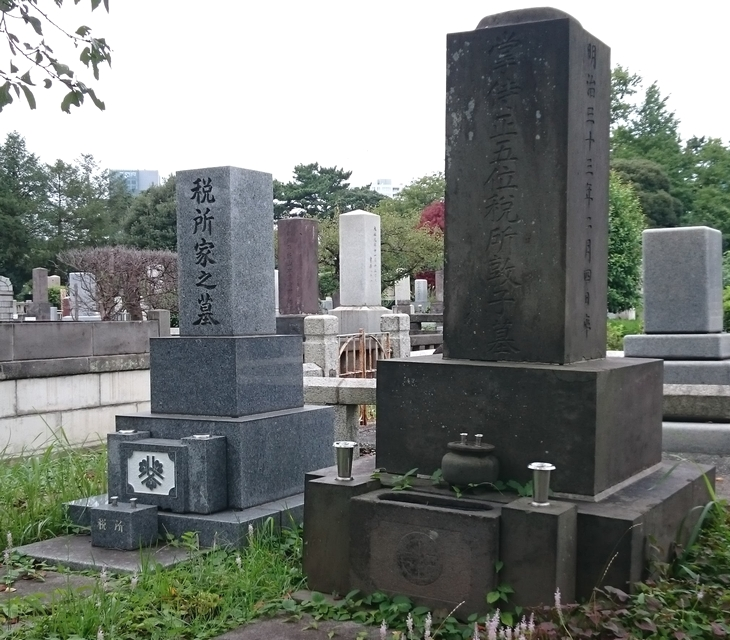
青山霊園 税所敦子の墓

1900年（明治33年）1月25日、敦子は最後の宮中への奉公として、無理を推して歌会始に出席した。
敦子はその後、2月1日まで精勤した。そのわずか後の同1900年2月3日、長女の徳子に看取られながら死去した。同日に正五位が贈位された。明治皇后は敦子の死去を嘆き、手許金をもって青山霊園に墓碑を作らせた。
敦子が最晩年に抱いていた歌集の夢は、ついに叶わずに終わったが、没後の1903年（明治36年）、生前に発行した歌集『御垣の下草』の後編が、徳子により出版された。

## 人物
高崎正風は薩摩の税所家に出入りしていた頃、敦子を「掃きだめに鶴が舞いおりたような、まぶしさであった」と述懐した。八田知紀は「才学といい、徳行といい、なに一つ申し分ないが、ただ一つ操行が堅い（色気が足りない）のが玉に瑕」と戯言した。また敦子の節操ある態度について八田は「若きほどより今の齢にいたるまで露ばかりもあだなる名うたる聞えなく、世にめづらしき婦徳をそなえられたるが上に、ざえのきは、はた男はづかしきまでなんありける」と讃えた。
敦子の宮中の出仕について、薩摩藩士の松方正義は、「あんなに両陛下のご寵愛が深いと、他から嫉妬を受けるものだが、敦子に限って、批難する者がいない」と追慕した。伊藤博文が宮内大臣の職にあったときには、宮中改良のために敦子と打合せをしたところ、敦子は手際よく次々に問題を処理して伊藤を驚かせた。伊藤は後に「あれほど偉い婦人には初めて会った」と感嘆した。
作家の平井秋子によれば、平井の母は幼少時に晩年の敦子と家が隣同士であり、敦子は宮中の女官の風習として、白粉を厚く塗って常に素顔を隠していた。このことから平井は敦子を、「喜怒哀楽を決して外に出さず、尽くすだけの人生だった」と語っている。
日本近世史・近代史学者の原口泉は、「才色兼備ならぬ才徳兼備」「姑に孝養の限りを尽くした戦前女性の鏡」と評している。敦子が明治の歌人として明治期より名声を得ていた理由は、群を抜く歌の才能ばかりでなく、その才徳兼備ぶり、および近衛家や宮中への出仕により世に知られることが多かったためとも見られている。

### 交友関係
先述の高崎正風とは、後に親交を持ったが、敦子はその貞操の固さから、彼との交友のときも常に気を配った。たとえば高崎が税所家を訪れる際、敦子は常にそばに女中を座らせていた。高崎が「この女中も歌詠みですか?」と尋ねたが、敦子は笑ったまま答えなかった。詠草を返すときも敦子は「高崎正風様御母上様」または「同姉上様」と書いた。これらはすべて、「男女7歳にして席を同じゅうせず」の時代において、男女が同席してあらぬ疑いをかけられないようにとの配慮であった。また敦子が宮中への出仕を固辞した際は、高崎は「このような大命を断るとは何事か、そんなことなら絶交する」と言い、後に高崎は「手荒いことをして気の毒だった」と人に漏らしたとも言われる。

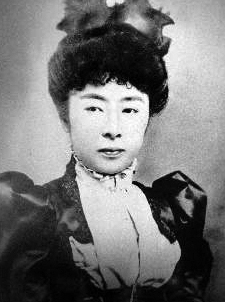
下田歌子

敦子と同時期に宮中に出仕していた歌人に、下田歌子がいた。当時の女官で武家出身は敦子と歌子だけであり、歌子も同様に他の女官たちからの虐めを受けていたが、それに耐え忍ぶ敦子とは対照的に、歌子はその若さも手伝って、相手に真っ向から立ち向かい、騒ぎ立てた。
宮中に上がったのは敦子より歌子の方が先だが、身分は敦子の方が歌子より上であり、歌子は敦子から歌の指導を受けていた。歌子が敦子に添削を受けた際、他の女官たちが敦子の悪口を言っていることを告げたが、敦子は「へぇ」と笑って受け流すのみであった。なおも歌子が悪口のことを言うと、敦子は「聞こうとしなければ聞こえないものです」「悪口を言う人の言葉を用いても、何の役にも立ちません」と返し、歌子を感心させた。
1884年（明治17年）に歌子の夫が病死した際には、自らも若くして夫を亡くした敦子は悲しみを分かつため、辛い体験を歌に込めて贈った。
歌子が退官後、留学帰りの知人の土産と言って、新風に興味を抱く女官たちにハインリヒ・ハイネの詩を紹介すると、敦子は新たな文学に出逢ったことに感動し、歌子に篤く礼を述べた。歌子は歌人として、敦子に密かに対抗心を抱いていたが、この敦子の素直な反応により歌子のわだかまりは氷解し、これまでの振る舞いを敦子へ詫びた。
歌子の弟の借金を敦子が肩代わりして以来、2人の仲は急接近した。このとき敦子は、亡き夫の実家を継いだ甥にその使いを頼んでおり、甥の風貌が「小西郷」と呼ばれるほど西郷隆盛に似ていたことから「西郷さんは西南戦争で死なずに生き延びたという噂は嘘ではなかった」といわれる一幕もあった。歌子は欧米教育視察から帰国すると、ドイツで知ったハイネの詩などを敦子に紹介し、敦子も新体詩に目覚め、歌子から西洋文学を吸収していた。
また先述の通り、敦子は幼少時に歌人の大田垣蓮月にも紹介されていた。蓮月は夫や子たちと死別して出家した身であることから、敦子が両親と夫と死別した後には、同じ境遇から母子または姉妹のような交情を寄せ、贈答歌を交していた。
幼少時の師であった福田行誡は、1888年（明治21年）に死去する間際に敦子が見舞っており、敦子はこの歌を詠んだ。
これに対して行誡は「極楽は枕辺ちかくにありながら など夢にだもみられざるらむ」と返したことから、その師弟愛が窺われる。また敦子の歌は生涯にわたって、魂の浄化と無欲を心がける人生を表すものが多く、これは行誡の影響と見られている。

## 年譜
- 1825年（文政8年）4月23日 - 京都鴨川東錦織村で、林家の長女として誕生[2][5]
- 1844年（弘化元年） - 税所篤之と結婚[4][注 4]
- 1849年（嘉永2年） - 長女の徳子を出産[4]
- 1852年（嘉永5年）4月29日 - 夫の篤之が死去[18]
- 1852年（嘉永5年）10月28日 - 長男を出産したが、約10日で死去[4][8]
- 1853年（嘉永6年）4月下旬 - 薩摩での生活のために京都を出発[4]
- 1853年（嘉永6年）6月上旬 - 薩摩に到着、夫の実家である税所家で生活を始める[4]
- 1857年（安政4年） - 島津斉彬の六男である哲丸に守り役として仕える[25]
- 1863年（文久3年） - 島津斉彬と哲丸の死去後、島津久光に取り立てられ、長男の島津忠義の後見人となる[4]
- 1863年（文久3年） - 島津久光の養女の貞姫が近衛忠房に嫁ぐにあたり、老女として共に京に上る[5][17]
- 1873年（明治6年）6月 - 東京市麹町（後の東京都千代田区麹町）へ移住[4]。
- 1875年（明治8年）3月14日 - 宮中へ出仕し、春野と名乗り明治天皇に仕える[4]
- 1888年（明治21年）12月21日 - 歌集『御垣の下草』を発行[4]
- 1895年（明治28年）6月 - 『内外詠史歌集』を発行[4]
- 1899年（明治32年） - 体調不良により、牛込区の砂土原町の静養しつつ、精勤を続ける[33]
- 1900年（明治33年）1月25日 - 歌会始に出席[26]
- 1900年（明治33年）2月3日 - 胃癌により死去[28][33][注 8]

## 評価
明治時代前期に御歌所に属した歌人の中でも、最も世評が高かった歌人が税所敦子である。桂園派（香川景樹とその門流）の中でも随一の高手と呼ばれており、明治20年代の歌壇を席巻した「明治六歌仙」の1人にも数えられ、人々の尊敬を集めた。晩年には「明治の紫式部」とも呼ばれて、讃えられた。没後には敦子の和歌は諸雑誌に掲載され、注釈つきで女学校の修身の本や副読本に採用され、婦徳と文才を合せ、後進の鑑とされた。
生前に詠んだ歌の数の「4万首」は、明治20年代に宮内省の三宮義胤が「今まで詠まれた歌の数はどのくらいか」と尋ねた際の敦子の返答による。しかし歌集などで遺されている歌の数は実に20分の1の約2千首に過ぎず、しかも老境に入ってからのものが多い。このことから敦子は、できるだけ優れた歌を選んで残そうとしていたことが窺われる。
敦子の歌は女性らしく、優雅で清々しく、抒情的なものが多い。歌の大半が題詠（前もって決めた題について作った歌）であることも特徴である。一見すると旧派和歌の伝統にあるように見えるが、リアルな情景の感覚に富んでおり、歌の中には敦子の近代的な精神が現れている。
敦子が薩摩で姑の心を開いた歌「鬼ばばなりと人はいうらん 仏にも似たる心と知らずして」は、姑は自分を改心させた歌として生涯、人々に語り続けた。戦前には女学校の修身の教材にも用いられた。もっともこのエピソードについては「できすぎた感もある」との意見もある。また薩摩の古老たちの間では、これは敦子を才女として讃えるために、姑を鬼婆と仕立てあげて面白おかしく伝えた話であり、姑こそが気の毒だとして姑に同情する声も上がっている。
敦子の歌は数の多さもさることながら、詠まれた対象も千差万別である。幕末時代に流行した歴史上の人物を詠んだ歌、「写真」「新聞」「彫刻書」など、明治初期の世相や事物を詠み込んだ歌などがあることも特徴的である。先述のように下田歌子を通じてハイネの詩を知った後は、新たな感覚に挑もうと、日本国外を「わたの外」、鉄道を「まがね路」、蒸気機関車を「むしげぐるま」と詠むなどの試みが見られる。以下は『御垣の下草』にある歌であり、いずれも鉄道の発展を新たな日本の発展にかけた歌である。
また以下も同じく『御垣の下草』にある歌であり、電燈を天皇の光にたとえて祝う歌と、亀という動きの鈍い生き物を通じて芯のある生き方を伝える歌である。いずれも和歌をもって、和歌の優美な姿を崩さず、それでいて新時代への柔軟な姿勢が見られる。
この他に、当時の流行であるオルゴールや金時計も詠われている。しかし長期にわたって詠み慣れた31字の短歌では、会心と呼べる歌を作ることはできず、苦心を強いられていたようである。
また、歌には天才的なひらめきは見られず、どちらかといえば個性に乏しい平穏な歌ばかりとする声や、平穏で穏やかながら変化に乏しいことが欠点とする声もある。宮中での生活で歌人として成長する一方で、その環境が作家としての制約となり、歌が限界を超えることができなかったと見る向きもある。
紫式部が『紫式部日記』において、宮廷の有様を詳細に描写したり、同僚を辛辣に批判していることに対して、敦子はそのようなものをほとんど書き残していない。作家・文芸評論家の古屋照子はその理由を、敦子の強い忠誠心が、外部に知られてはならない宮廷の内奥を文字に記して残すことを許さなかったためと見ている。後の歌人である柳原白蓮によれば、明治時代の宮廷は平安期さながらに優婉な世界だったとされていることから、敦子がその様子をわずかにでも残していればと、惜む声もある。